# Notophthiracarus modicus
Notophthiracarus modicus är en kvalsterart som beskrevs av Wojciech Niedbała 2000. Notophthiracarus modicus ingår i släktet Notophthiracarus och familjen Phthiracaridae. Inga underarter finns listade i Catalogue of Life.